# Lophocampa arpi
Lophocampa arpi là một loài bướm đêm thuộc phân họ Arctiinae, họ Erebidae.